# Joan Braderman
Joan Braderman, née en 1948 à Washington, est une artiste vidéo, réalisatrice, scénariste, journaliste et militante féministe américaine.

## Biographie
Joan Braderman est la fille de Betty et Eugene Braderman. Elle intègre l'université Harvard, où elle obtient une licence avec mention très bien, en 1970. Elle est la seule élève féminine au sein de sa classe de cinéma,. Elle s’intéresse alors à la réalisation de films en format 16 mm.
En 1971, elle entre en troisième cycle à l'université de New York, et s’oriente vers des études sur l'histoire du cinéma, avant de se concentrer à nouveau sur la production d'art vidéo. Elle fréquente les centres d'accès gratuit aux médias, présents à l’époque dans l'État de New York. En 1973, elle est diplômée d’une maîtrise de cinéma de l'université de New York, puis d’une maîtrise de philosophie en 1976.
Tout au long des années 1970, Joan Braderman est une militante anti-guerre, féministe, également engagée dans le mouvement des droits civiques.
En 1980, Joan Braderman se marie pour la première fois avec son partenaire de travail, Manuel DeLanda. En 1996, elle se marie avec Robert C. Reckman, un concepteur-constructeur et cofondateur de Construct Associates à Northampton, dans le Massachusetts. Elle quitte New York et accepte un emploi au Hampshire College dans le cadre du programme de cinéma, de vidéo et de photographie.

## Carrière artistique
Le travail de Joan Braderman s'intéresse à l'identité féminine. Le thème commun dans son travail est un regard critique sur la production des médias et de la culture populaire, y compris la représentation des femmes dans ces productions.  
Les œuvres vidéo de Joan Braderman sont reconnues pour leur style unique et caractéristique, évoqué sous le terme de "stand up theory",. Par le biais de ces performances filmées, elle déconstruit et analyse les médias populaires en insérant des découpes de sa propre image, dans des images issues des médias de masse, où elle interroge la représentation de l'idéologie, dont les notions d'argent, de race et de genre, et la transparence de l'espace photographique dans la culture populaire américaine,. 
Joan Braderman écrit des scénarios originaux pour toutes les œuvres qu'elle produit. Elle est également l'auteure des scénarios pour les œuvres cinématographiques expérimentales de Manuel DeLanda, tel Raw Nerves: A Lacanian Thriller (1980).  
En mars 2013, la chaîne de télévision américaine Documentary Channel l'a classée parmi les dix meilleures réalisatrices des États-Unis, en lui consacrant une programmation spéciale. 

### Nathalie Didn't Drown(1983)
La première vidéo de Joan Braderman intiulée Natalie Didn't Drown, Joan Braderman reads The National Enquirer, est diffusée sur la chaîne de télévision new-yorkaise Paper Tiger en 1983. L'artiste y interprète un monologue satirique autour du populaire tabloïd The National Enquirer, entremêlé d'images du magazine lui-même. La réalisatrice débute ce projet vidéo après que la fondatrice de Paper Tiger TV, Dee Dee Halleck, l'ait mise au défi de calomnier le rédacteur en chef du tabloïd. En 1984, le film est présenté à l'American Film Institute.

### No More Nice Girls
Joan Braderman est la présidente de No More Nice Girls Productions.La société de production à but non lucratif est située à Northampton, dans le Massachusetts. La société produit toutes les œuvres vidéo, les œuvres multimédia, les sites web et les séries web de Joan Braderman pour une distribution en ligne, à la télévision, en vidéo amateur et dans les galeries.
La réalisatrice a pour objectif de permettre aux artistes de garantir la liberté d'expression par l'accès à la vidéo et à Internet. Elle vise à produire et à distribuer des films analytiques et intelligents qui privilégient les subjectivités multiples et envisagent un avenir démocratique. La société comprend une coopérative d'installations et un espace de projection, ainsi que des programmes de sensibilisation.Les membres de No More Nice Girls Productions sont Crescent Diamond, Dana Master et Stashu Kybartes.

### The Heretics(2009)
Joan Braderman est l’une des membres fondatrices de Heresies: A Feminist Publication on Art and Politics, un magazine produit par un collectif d'artistes et d'écrivains féministes qui souhaite valoriser les œuvres des femmes dans les arts.
Elle a écrit et réalisé le film, The Heretics, dans lequel des femmes artistes témoignent et échangent sur la remise en question des notions établies de genre et de pouvoir,. The Heretics est présenté en avant-première lors d'une projection en solo au Museum of Modern Art de New York en 2009,.
Les œuvres de Joan Braderman sont présentes dans de nombreuses collections permanentes internationales, et notamment au Stedelijk Museum Amsterdam, au Musée d'art moderne de New York, au deCordova Sculpture Park and Museum, à l'Institut d'Art Contemporain de Londres, au Centre national d'art et de culture Georges-Pompidou, au Berkeley Art Museum and Pacific Film Archive, à la Cinémathèque de l'université Harvard au musée d'art moderne de San Francisco, au musée national centre d'art Reina Sofía, au Wexner Center for the Arts ou au Centre d'art Walker,.

## Enseignement
Joan Braderman travaille comme professeure émérite de création vidéo, de cinéma et d'études médiatiques au Hampshire College. Elle enseigne au niveau international dans des institutions telles que la School of Visual Arts à New York, la School of the Museum of Fine Arts at Tufts University à Boston, le Nova Scotia College of Art and Design, la Hartford University Art School, la Media School de l'Université des arts de Londres et l’université catholique portugaise à Porto.

## Publications
Joan Braderman participe au lancement de la revue féministe Heresies : A Feminist Publication on Art and Politics éditée entre 1977 à 1992, pendant la deuxième vague du féministe . Au cours des années 1970, elle contribue au média, en qualité de membre du collectif d'édition. Elle est la rédactrice en chef et l'éditrice de deux des numéros de la revue.
Elle rédige également articles et critiques sur les questions de la représentation dans le cinéma et la vidéo, sur l'art populaire, la pratique du film documentaire, ainsi que sur les femmes au cinéma et l'avant-garde féministe.

## Engagements
Joan Braderman siège au conseil d'administration de Planned Parenthood pour le Massachusetts, ainsi que dans d’autres organisations féministes, telles que le Comité pour le droit à l'avortement, et mène des actions contre les abus de stérilisation, au sein de l’état de New York,.
Elle a également siégé dans des conseils d'administration et d'organisations de cinéma et de télévision, et notamment l'Association des cinéastes et vidéastes indépendants (AIVF) ou The Independent Television Service (ITVS).
Au sein de la Coalition pour une alternative populaire, elle travaille avec Jose Rivera à l'organisation de la "Convention des peuples" en 1980, pour plaider en faveur de logements abordables. Cette mobilisation a conduit à la récupération de terrains au sud du Bronx à Charlotte Street, New York, où ont été construits leur propre « Maison-Blanche » et le parc des Peuples. 

## Bourses, prix et subventions
- 1979 : Bourse du Nova Scotia College of Art and Design
- 1987 : Fondation des arts de New York
- 1987 : Fondation Jerome Hill
- 1987, 1990, 1992, 1995, 1997, 1999, 2001, 2007 : Fondation Hewllett-Mellon
- 1989 : National Endowment for the Arts
- 1989 :  Programme de bourses de la Nouvelle-Angleterre par l'intermédiaire du NEA et de l'American Film Institute
- 1989, 1992, 1994, 1996 : Conseil des arts de l'État de New York
- 1993, 1996 : résidence au Wexner Center for the Arts
- 1994, 1998 : Fondation Lemelson
- 1996 : Chaire Koopman en arts visuels, Hartford Art School, université de Hartford
- 1998, 2004 : Fondation MacArthur
- 2002 : Chaire de la Fondation Fulbright en arts électroniques
- 2009 : prix du réalisateur, Bay Area Video Coalition

## Filmographie
Parmi une liste non exhaustive :
- 1977 : July 4, documentaire, 20 min
- 1980 : The People's Convention, South Bronx, documentaire, 18 min
- 1982 : Natalie Didn't Drown, Joan Braderman reads The National Enquirer, Joan Braderman, Paper Tiger Television, court métrage, 28 min[10]
- 1984 : Waiting for the Invasion – U.S. Citizens in Nicaragua, documentaire, 28 min
- 1985 : Tell Them For Us; Madre in Nicaragua, documentaire, 28 min
- 1986 : Joan Does Dynasty, Joan Braderman, Manuel De Landa, Paper Tiger Television, documentaire, 32 min
- 1989 : No More Nice Girls, Joan Braderman, No More Nice Girls Productions, documentaire, 44 min
- 1993 : Joan Sees Stars, Joan Braderman, Dana Master, No More Nice Girls Productions, 60 min
- 1998 : Video Bites: Framed, 24min
- 2004 : Para No Olvidar: Los Calles de mi Habana viejo, Joan Braderman, 6 min
- 2009 : The Heretics, Joan Braderman avec Emma Amos, Ida Applebroog, Patsy Beckert, Mary Beth Edelson, Su Friedrich, Janet Froelich, Harmony Hammond, K8 Hardy, Sue Heinemann, Elizabeth Hess, Joyce Kozloff, Arlene Ladden, Lucy Lippard, Mary Miss, Sabra Moore, Marty Pottenger, Emily Roydson, Miriam Schapiro, Carolee Schneemann, Amy Sillman, Joan Snyder, Elke Solomon, Pat Steir, May Stevens, Ginger Brooks Takahashi, Susana Torre, Cecilia Vicuña, Sally Webster et Nina Yankowitz, Crescent Diamond, documentaire, 95 min